# Sucha Kamjanka
Sucha Kamjanka (ukr. Суха Кам'янка) – wieś na Ukrainie, w obwodzie charkowskim, w rejonie iziumskim. W 2001 liczyła 52 mieszkańców.